# Avbitartång

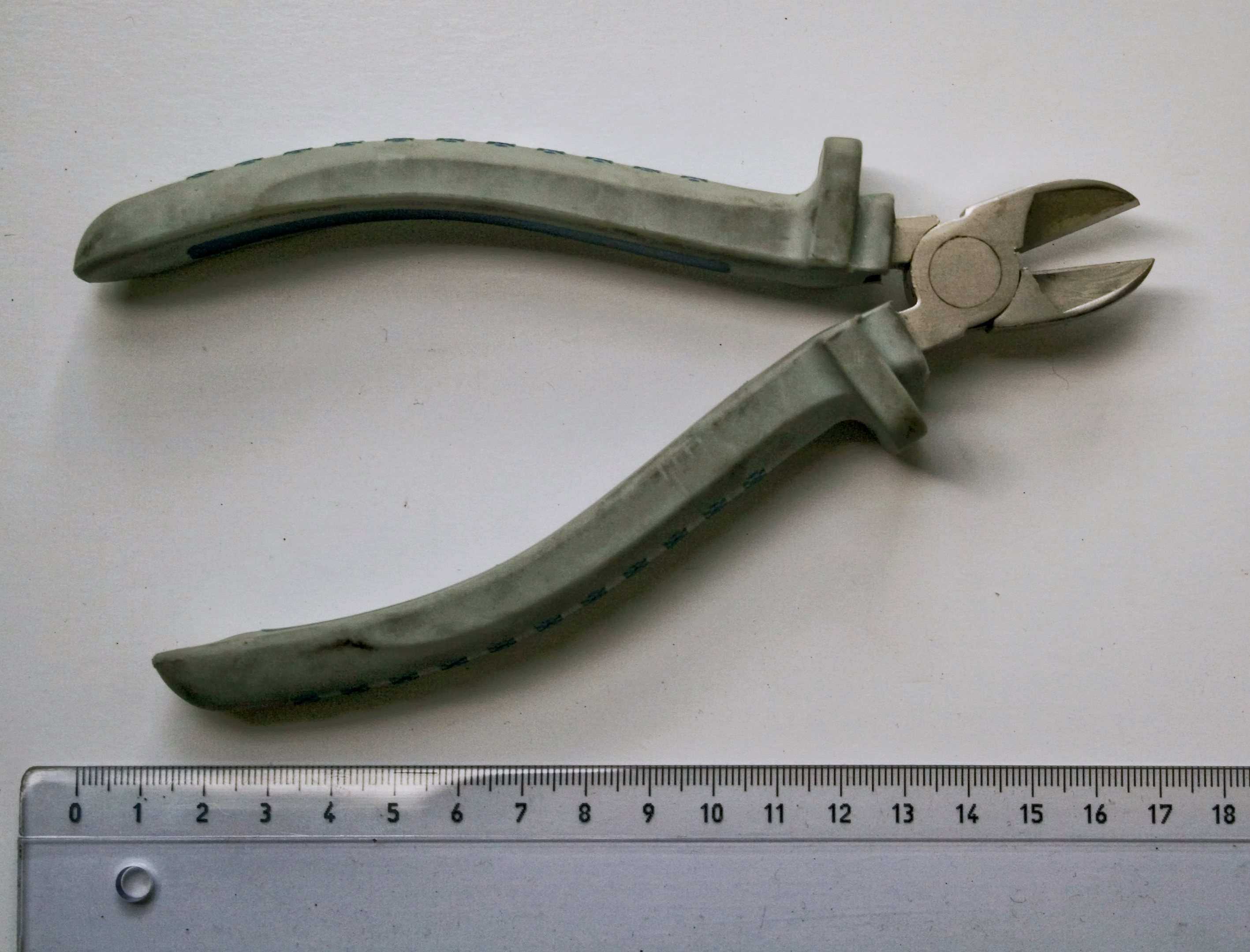
Sidavbitare

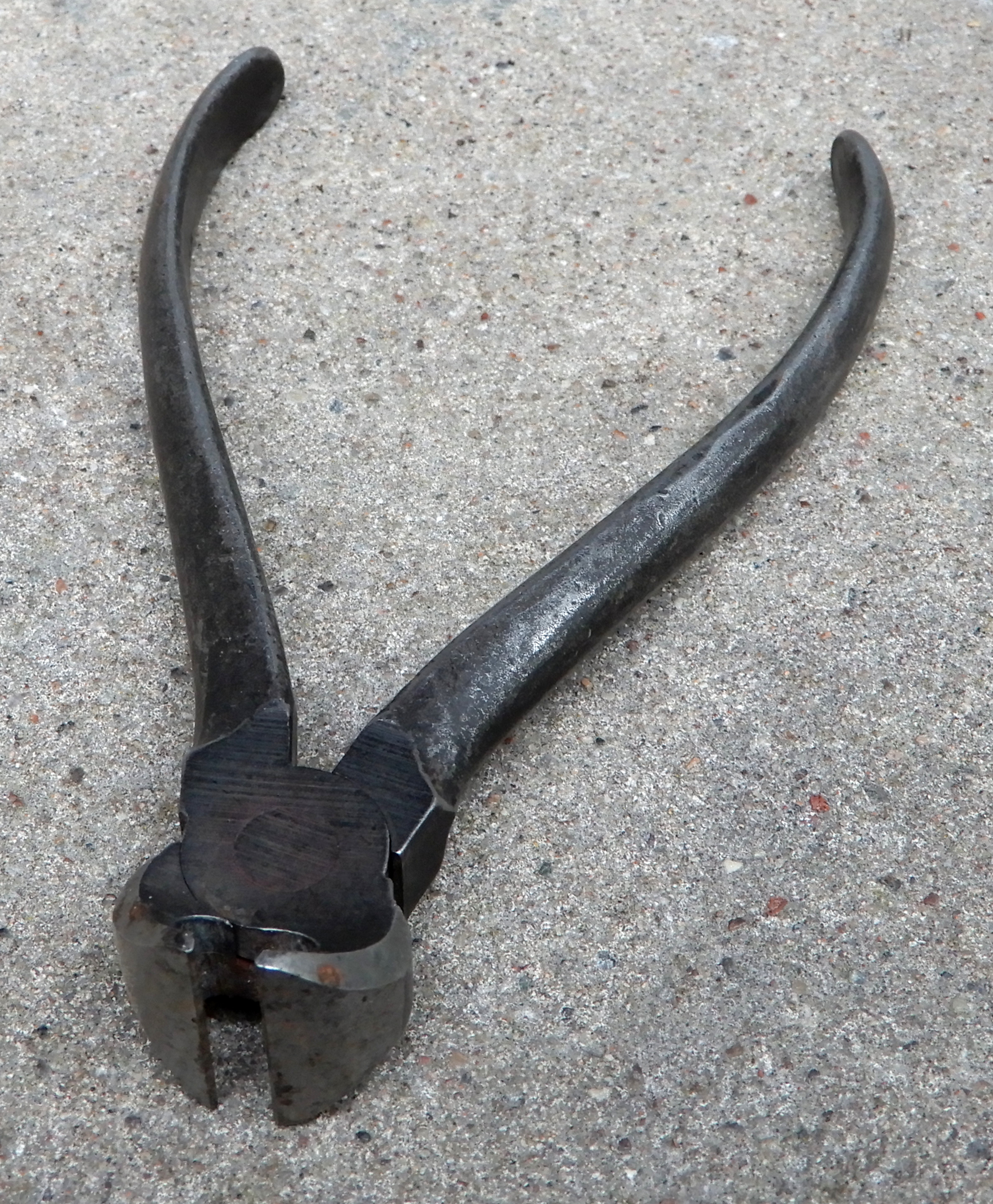
Ändavbitare

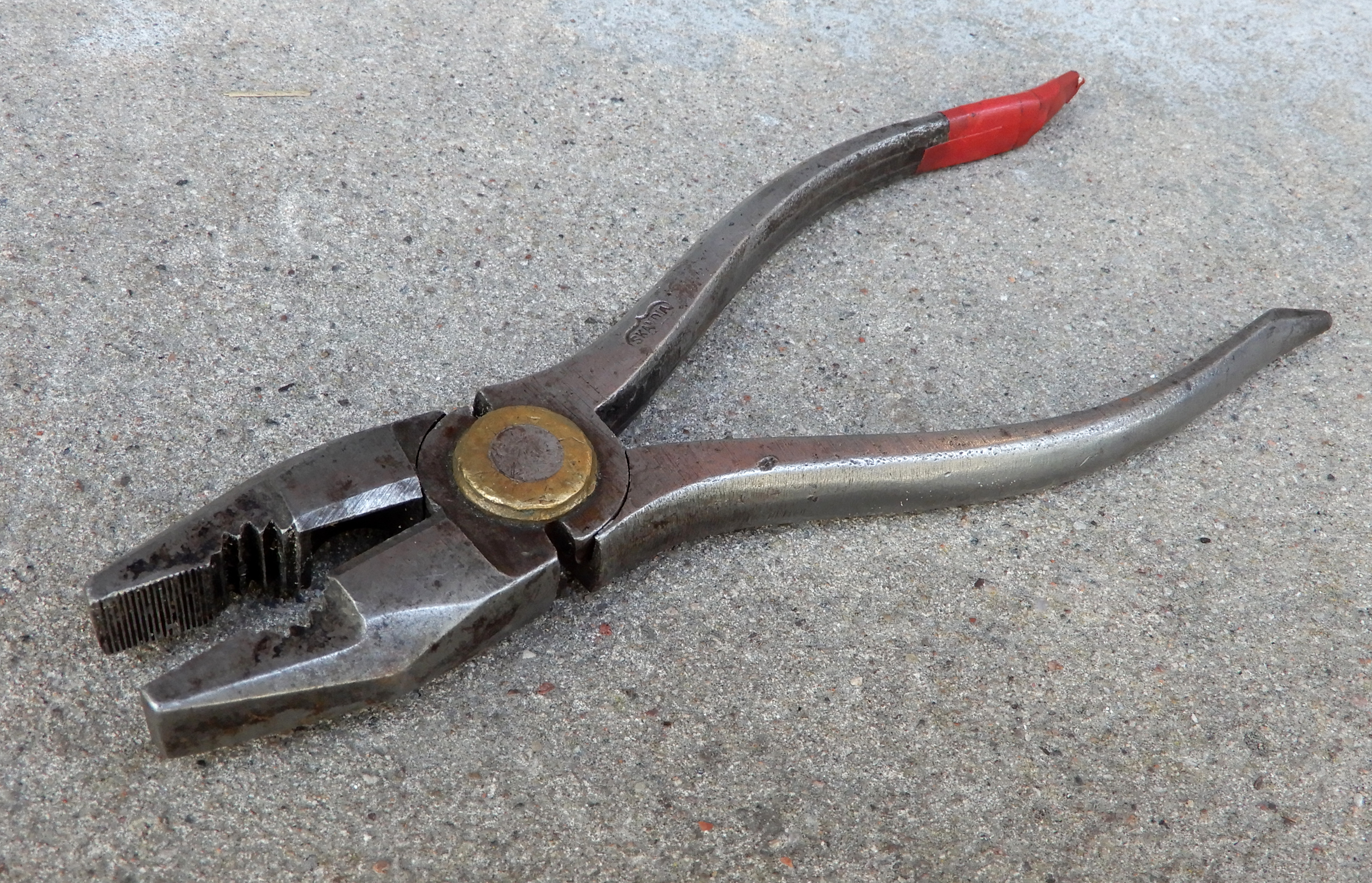
Kombinationstång

Avbitartång är en sorts tång. Den används för att klippa av diverse föremål.
Skären är olika utformade, beroende på vilket material som ska klippas. Så har till exempel avbitare avsedda för pianotråd (= härdat fjäderstål) skär med rundad egg och inte spetsig.
Avbitare är belagt i svenskan sedan ca 1560.
Fyra sorters avbitartänger är:
- Sidavbitare
- Ändavbitare (liknar en hovtång)
- Kraftavbitare (försedd med utväxling, för lättare klippning av grövre dimensioner), exempelvis bultsax.
- Kombinationstång, som kan utföra både fasthållning och avbitning/klippning.[2]